# Abbalagere, Shimoga
Abbalagere là một làng thuộc tehsil Shimoga, huyện Shimoga, bang Karnataka, Ấn Độ.